# フリードリヒ (モーゼルガウ伯)
モーゼルガウ伯フリードリヒ（Friedrich von Luxemburg, Graf im Moselgau, 965年 - 1019年10月6日）は、ルクセンブルク伯ジークフリートとヘートヴィヒ・フォン・ノルトガウ（ノルトガウ伯エーバーハルト4世の娘）の間の息子。
妻の名は不詳であるが、一説にはグライベルク女伯イルムトルート（コンラディン家のヴェッテラウ伯ヘリベルトの娘）ともいわれている。以下の子女をもうけた。
- ハインリヒ2世（1005年頃 - 1047年） - ルクセンブルク伯（1026年 - 1047年）、バイエルン公（7世、1042年 - 1047年）[2]
- フリードリヒ2世（1005年頃 - 1065年） - 下ロートリンゲン公（1046年 - 1065年）
- ギゼルベルト（1007年頃 - 1059年） - ルクセンブルク伯（1047年 - 1059年）
- アダルベロ3世（1010年頃 - 1072年） - メッツ司教[2]
- ディートリヒ（1012年以前 - 1057年以降） - ライン宮中伯ハインリヒ2世の父
- ヘルマン（1015年頃 - 1062/76年） - グライベルク伯
- オトギファ（990/5年 - 1030年） - フランドル伯ボードゥアン4世と結婚[3]
- イミツァ[4]（990/1000年 - 1055/6年以降） - アルトドルフ伯ヴェルフ2世（古ヴェルフ家）と結婚[5]
- オダ（1016年 - 1050年以降） - ルミルモン修道院の尼僧、リュネヴィルのサン＝レミ女子修道院長
- ギーゼラ（1019年 - 1058年以降） - アールスト領主ラドゥルフェと結婚、ジルベール・ド・ゲントの母